# تيتسوؤو ايماي
تيتسوؤو ايماي (باليابانية: 今井哲夫) هو منافس ألعاب قوى ياباني، ولد في 20 مايو 1912، وتوفي في 1987.

## وصلات خارجية
- تيتسوؤو ايماي على موقع أوليمبيديا (الإنجليزية)